# Список персонажей в мифологических романах Рика Риордана
В этой статье содержится список персонажей, фигурировавших в сериях Хроники Лагеря Полукровок (состоящих из циклов Перси Джексон и Олимпийцы, Герои Олимпа и Испытания Аполлона), Наследники богов и Магнус Чейз и боги Асгарда.

## Хроники Лагеря Полукровок

### Появившиеся в циклеПерси Джексон и Олимпийцы

#### Перси Джексон
Перси Джексон — полубог, сын смертной женщины Салли Джексон и древнегреческого бога морей и землетрясений Посейдона. Его мать вышла замуж за человека по имени Гейб Ульяно, невежу, зависящего от азартных игр и алкоголя, который воровал деньги Перси, чтобы делать ставки. Отвратительный смертный запах Гейба сбивал монстров со следа Перси. В конце «Похитителя молний» Салли превратила Гейба в камень, используя голову Медузы. Позже она вышла замуж за Пола Блофиса, которого искренне полюбила.
Перси проживает в Верхнем Ист-Сайде Манхэттена и является фанатом «Нью-Йорк Янкис», однако его жизнь претерпевает кардинальные изменения, когда он узнаёт тайну своего происхождения. Обладает тёмными волосами и глазами цвета морской волны. Он унаследовал уникальные способности Посейдона, которые включают: способность управлять водой, лодками и кораблями; навыки профессионального сёрфера; создание небольших ураганов; возможность дышать и ясно видеть под водой, а также общение с существами, похожими на лошадей. Также он является превосходным фехтовальщиком, орудующим мечом Анаклузмосом, трансформирующимся в шариковую ручку. Ручка в состоянии превратиться в небесно-бронзовый меч, и, в случае потери, она возвращается в карман владельца. Перси чрезвычайно предан своим друзьям. Со временем крепкая дружба с Аннабет Чейз перерастает в романтические чувства и молодые люди становятся парой.
Перси выступает в качестве рассказчика цикла Перси Джексон и Олимпийцы, а также играет второстепенную роль в спин-оффе Магнус Чейз и боги Асгарда. В дополнительных произведениях, в частности «Греческие боги» и «Греческие герои», Перси также отведена роль рассказчика. В фильмах от 20th Century Fox роль Перси Джексона исполнил Логан Лерман, а в мюзикле «Похититель молний» — Крис Маккаррелл.

#### Аннабет Чейз
Аннабет Чейз — дочь древнегреческой богини мудрости и военной стратегии Афины и профессора истории Фредерика Чейза. Обладает большим количество родственников по отцовской линии, включая кузена Магнуса Чейза. В «Последнем пророчестве» она и Перси становятся парой. В фильмах от 20th Century Fox роль Аннабет исполнила Александра Даддарио и Алиша Ньютон в детстве, а в мюзикле «Похититель молний» — Кристин Стокс. Её наставник Хирон описывает Аннабет как «ревнивую по отношению к своим друзьям», что проявляется в некоторых моментах к новым знакомым и окружающим. Она страдает арахнофобией, что характерно для всех потомков Афины из-за вражды богини с ткачихой Арахной, которая была превращена в паучиху.
Аннабет сбежала от отца и его новой семьи в возрасти 7 лет и познакомилась с Люком Кастелланом и Талией Грейс. Некоторое время они вели кочевой образ жизни, пока не встретили Гроувера Ундервуда и не попали в Лагерь Полукровок. Аннабет сохраняет привязанность к Люку и продолжает верить в его доброту даже когда тот встаёт на сторону Кроноса, отчаянно пытаясь вернуть его. Аннабет является главной героиней первого цикла и одним из ключевых персонажей цикла-сиквела. В последней книге Героев Олимпа она и Перси решают окончить среднюю школу в Нью-Йорке, а затем поступить в колледж в Новом Риме. В «Тайном оракуле» Перси рассказывает, что Аннабет отправилась в Бостон по личным обстоятельствам (как выясняется позже — на поиски своего кузена Магнуса Чейза). Появления Аннабет в сборнике-кроссовере с «Наследниками богов», а также в цикле «Магнус Чейз и боги Асгарда» делают её вторым персонажем, наряду с Перси, который появляется во всех трёх циклах, посвящённых греко-римской, египетской и скандинавской мифологии авторства Рика Риордана.
Её главное оружие — короткий кинжал из небесной бронзы, подаренный Люком. Потеряв его в «Доме Аида», она использует меч из драконьей кости, подаренный ей гигантом Дамасеном. Также она некоторое время орудует палочкой Сейди Кейн, превращая её в кинжал, подобный тому, что дал ей Люк. Также в распоряжении Аннабет находится бейсболка «Янкис», позволяющая ей стать невидимой, которую ей подарила мать. В конце «Лабиринта смерти» Дедал дарит Аннабет свой невероятно продвинутый ноутбук, который она теряет в Тартаре. В третьей книге серии «Магнус Чейз» Аннабет носит футболку факультета природоохранного дизайна Калифорнийского университета в Беркли, подразумевая, что именно туда она и поступила. Ко всему прочему, подобно другим полубогам Аннабет страдает дислексией, поскольку её мозг заточен на древнегреческий, и СДВГ.

#### Гроувер Ундервуд
Гровер Ундервуд — сатир и лучший друг Перси. В фильмах от 20th Century Fox роль Гроувера исполнил Брэндон Тимоти Джексон, а в мюзикле — Джордж Салазар и Джоррел Хавьер.
В его внешности примечательны вьющиеся рыжевато-коричневые волосы и мех, прыщи и короткая бородка. По мере развития сюжета его рога подрастают и ему приходится предпринять меры предосторожности, чтобы скрыть их и козлиные ноги, выдавая себя за человека. В «Похитителе молний» Хирон утверждает, что Гроувер молод даже для своего возраста: на тот момент ему было 28 лет, но, поскольку продолжительность жизни сатира в два раза больше, чем у человека, его считают подростком. Гровер довольно чувствителен и привязан к природе. Будучи вегетарианцем, он, как было показано, употребляет в пищу оловянные банки, мебель и обожает энчиладу. Как и все сатиры, он может ощущать эмоции и «чувствовать» монстров и полубогов. По сюжету, со временем Гроувер становится более отважным и приобретает навыки лидера, движимый преданностью к своим друзьям и предназначению сатиров. В отличие от своих друзей-полубогов, Гроувер не является типичным воином. Он полагается на тростниковые трубки или дубину. В «Лабиринте смерти» Гроувер начинает отношения с дриадой Можжевелкой.
В «Похитители молний» он получает «лицензию искателя» после безопасной доставки Перси, позволяющей ему отправиться на поиски бога Пана. Когда Полифем захватывает его в «Море чудовищ», он формирует эпатическую связь с Перси, что позволяет им поддерживать общение на больших расстояниях. С её помощью он указывает Перси на своё местоположение. В конце «Последнего пророчества» становится известен как «Повелитель дикой природы», и получает место в правящем совете сатиров, Совете старейшин.

#### Люк Кастеллан
Люк Кастеллан — 19-летний сын бога торговли и путников Гермеса и смертной женщины Мэй Кастеллан. В фильмах от 20th Century Fox роль Люка исполнил Джейк Абель и Сэмюэль Браун в детстве, а в мюзикле — Джеймс Хейден Родригес.
Первоначально появившийся как добродушный староста домика Гермеса в Лагере Полукровок, Люк, как выясняется в финале «Похитителя молний», является последователем Кроноса. Он держит обиду на своего отца, который придерживался политики невмешательства богов в жизни их детей, несмотря на тяжёлое психическое заболевание матери Люка Мэй Кастеллан. Он сбежал из дома в юном возрасте и в конце концов прибыл в лагерь. После потери Талии, неудавшегося поиска и продолжающегося молчания Гермеса, обида Люка переросла в сильную ненависть по отношению к отцу. Хотя изначально он был благородным и добрым, после отступничества Люк поддался жестокости и начал прибегать к насильственным действиям. Несмотря на то, что изначально Люк оставался лоялен к Кроносу, увиденные им ужасы во время битвы за Манхэттен побудили его восстать против своего хозяина, в результате чего он совершил самоубийство, чтобы остановить титана. Перед смертью, он сказал Перси, что невостребованные дети и непризнанные боги заслуживают большего уважения, в связи с чем тот вынудил богов поклясться считаться с упомянутыми личностями.
Люк описывается как красивый молодой человек с песочными волосами, голубыми глазами и длинным шрамом на щеке, полученный от Ладона. Помимо умения открывать подпиш замки своим умом, унаследованным от отца, он, прежде всего, превосходно орудует мечом. В бою он полагается на Коварный меч, созданный из небесной бронзы и простой стали, благодаря чему Люк в состоянии причинить вред как монстрам, так и простым людям. От Хэлсина Грина он получил дневник, впоследствии отданный Хирону, и кинжал из небесной бронзы, которую он подарил Аннабет в знак обещания стать для неё новой семьёй. От своего отца он получил пару волшебных летающих кроссовок, которые затем проклял и подарил Перси. Прежед чем стать сосудом Кроноса, Люк искупался в реке Стикс и обрёл проклятие Ахилла.

#### Талия Грейс
Талия Грейс — дочь царя богов Зевса и смертной женщины-телезвезды Берил Грейс. Она на 7 лет старше своего брата Джейсона Грейса. В фильме «Перси Джексон и Море чудовищ» её роль исполнили Палома Квиатковски и Кэтлин Магер в детстве.
Из-за жестокого отношения со стороны матери, Талия с детства мечтала сбежать из дома, но её удерживала привязанность к маленькому Джейсону. Тем не менее, когда Джейсон, по-видимому, был убит во время посещения Сономы, Талия, покинула мать и отправилась в странствие с Люком и Аннабет, с которыми вела кочевой образ жизни, пока не встретила Гроувера в возрасте 12 лет. Когда они достигли Лагеря Полукровок, Аид послал полчища адских гончих, которых Талия попыталась сдержать, пожертвовав собой ради друзей. Зевс пожалел свою дочь и превратил её в сосну, после чего её дух сотворил магический барьер вокруг лагеря. Семь лет спустя она исцелилась благодаря золотому руну, надобность в котором возникла после отравления дерева ядом. В конце «Проклятия титана» она становится лейтенантом «Охотниц Артемиды», группы бессмертных женщин-лучниц, последовательниц богини Артемиды, в результате чего навсегда остаётся 16-летней девушкой.
У Талии голубые глаза, лохматые чёрные волосы, вокруг глаз расположена чёрная подводка, а сама она носит панковскую одежду. Аннабет и Хирон отмечают, что её личность и черты характера (такие как её храбрость и преданность) делают её похожей на Перси. Также она разделяет некоторые черты с отцом, такие как его гордость, уверенность и яростные реакции на предательство или противоречия. Будучи невероятно опытной воительницей, она готова атаковать даже Люка, считавшегося величайшим фехтовальщиком за последние 300 лет. Талия вооружена щитом Эгиды, замаскированным под серебряный браслет, и копьём, замаскированным под булаву. После «Проклятия титана» она также использует лук и охотничьи ножи. Её главная сила заключается в способности вызывать молнии и создавать электрические импульсы. В «Проклятии титана» выясняется, что у неё довольно ироничный страх высоты, акрофобия. В «Пропавшем герое» она впервые за много лет встречает Джейсона, узнав, что тот потерял память.

#### Тайсон
Тайсон — сын Посейдона и единокровный брат Перси. Первоначально был представлен как неуклюжий приятель Перси, которого тот был вынужден отвести в Лагерь Полукровок, где была раскрыта тайна его происхождения. В фильме «Перси Джексон и Море чудовищ» его роль исполнил Дуглас Смит.
Тайсон представлен как высокий гуманоид с кривыми зубами и ногтями, каштановыми волосами и одним карим глазом. Несмотря на юный возраст в 8 лет, он достаточно смышлёный. Будучи сыном Посейдона, он обладает некоторыми способностями Перси. Как циклоп, Тайсон невосприимчив к огню и обладает суперсилой, сверхъестественной способностью имитировать голоса, усиленным восприятием и возможностью понимать «старый язык» (язык, на котором Гея говорила со своими первыми детьми). Благодаря обучению у Чарльза Бекендорфа он становится отличным кузнецом. В «Последнем пророчестве» он доказывает, что является способным бойцом, и его назначают генералом армии Посейдона. Изначально Перси не принимает его как брата, а Аннабет относится с нескрываемой враждебностью, поскольку в детстве она едва не погибла от руки циклопа, однако, в ходе совместного поиска в «Море чудовищ» все трое становятся друзьями. Тайсон близок с несколькими персонажами и магическими существами в серии, включая гиппокампа Радугу, адскую собаку миссис О'Лири и гарпию Эллу, которая в итоге становится его девушкой. В «Лабиринте смерти» Тайсон боится сатиров, включая Гроувера, однако преодолевает свой страх и становится другом последнего.

#### Нико ди Анджело
Нико ди Анджело впервые появляется в «Проклятии титана», как неопознанный полубог, спасённый Перси, Аннабет, Талией и Гроувером. В конце романа выясняется, что Нико — сын Аида, бога подземного мира. Персонаж получил имя в честь одного из бывших учеником Рика Риордана.
Несмотря на свой возраст в 10 лет, он и его старшая сестра Бьянка родились в 1930-х годах. После того, как Зевс убил их мать Марию, дочь итальянского дипломата, а также попытался убить детей, Аид стёр их воспоминания и поместил их в Казино Лотос, место в Лас-Вегасе, где время стоит на месте. Он является уроженцем Венеции и может говорить по-итальянски. Изначально Нико описывается как беззаботный и задорный мальчик с оливковой кожей и тёмными волосами, который любит играть в «Мифы и Магию» (карточную игру на тему мифологии, похожей на «Magic: The Gathering»). Он очень тяжело переживает смерть Бьянки, становясь капризным, нелюдимым и раздражительным. Сначала он злится на Перси, который поклялся защищать Бьянку, но позже прощает его. После этого он начинает жить в подземном мире с Аидом, где становится более бледным и лохматым, переходя на тёмную одежду. Несмотря на своё могущество, Нико одинок, подобно своему отцу. Он заставляет окружающих людей чувствовать себя некомфортно, отчасти из-за его неприятного оружия: меча из железа, охлаждённого в Стиксе («стигийского железа»), способного поглощать монстров, вместо того, чтобы изгонять их в Тартар. До встречи с Купидоном в «Доме Аида», Нико также изо всех сил пытался скрыть свою гомосексуальность. Во время событий «Крови Олимпа», Нико, Рейна и тренер Хедж транспортируют статую Афины Парфенос в Лагерь Полукровок. Между «Кровью Олимпа» и «Тайным Оракулом» Нико начинает встречаться с Уиллом Соласом, сыном Аполлона, после того, как признаётся Перси, что был влюблён в него.
Предложение Нико адресованной Перси о том, что подвергнуться проклятию Ахилла, а также его убеждение в сторону Аида принять участие в битве за Манхэттен, играют решающее значение в победе олимпийцев над титанами, в результате чего Нико получает небольшую долю славы. Также ему становится известно до событий «Пропавшего героя» о существовании двух Лагерей Полукровок, греческого и римского, что делает его связующим звеном между обеими группами в цикле. Он возвращает свою сводную сестру Хейзел из мёртвых и приводит её в Лагерь Юпитера. В конце «Сына Нептуна» Нико путешествует по Тартару, чтобы найти чудовищную сторону Врат Смерти. В «Крови Олимпа» он чуть не умирает во время «путешествия в тень», представляющее собой перемещение в тени и телепортацию в разные места. Его сестра, которую он вернул из мёртвых, является дочерью Плутона, римского воплощения Аида. Его сестра умерла из-за того что взяла карту Аида (Единственную Карту которой ему не хватало)

#### Рэйчел Элизабет Дэр
Рэйчел Элизабет Дэр — смертная девушка, которая может видеть сквозь Туман, силу, скрывающую богов и монстров от большинства смертных. Её отец, Уилл Дэр — богатейший бизнесмен, чему она не слишком довольна. Впервые она встречает Перси в «Проклятии титана» на плотине Гувера. В «Лабиринте смерти» она проводит Перси и Аннабет через Лабиринт в мастерскую Дедала. Тогда же Аннабет обнаруживает, что Рэйчел испытывает некоторые чувства к Перси, что вызывает у неё ревность. В «Последнем пророчестве» Рэйчел посещают странные видения, и она становится новым Дельфийским оракулом. В качестве оракула он предсказывает новое «Великое пророчество», давшее начало циклу Герои Олимпа. В «Доме Аида» Аннабет связывается с Рэйчел, чтобы та попросила Рейну о помощи в доставке Афины Парфенос.
После пленения Дельфийского Оракула в «Тайном оракуле», Рэйчел прекращает посещать лагерь и безуспешно пытается вернуть свой дар, что только осложняется превращением Аполлона в смертного. Получив уведомление о прибытии Аполлона, Рэйчел возвращается в Лагерь и узнаёт, что помимо Дельфийского были похищены три других Оракула, и что только оракул Додоны продолжает функционировать. Девушка обижается на Аполлона, который не раскрывал ей, что помимо неё у него имеются другие оракулы.
Примечательными чертами внешность Рэйчел являются её рыжие волосы и веснушки. Она хорошо рисует (руками и ногами), и иногда позиционируется как человек без СДВГ по отношении к её друзьям полукровкам. Благодаря своему дару, Рэйчел многое известно, так например она знала полное имя Рейны до знакомства с ней, хотя эта информация была доступна только для близких друзей девушки.

#### Кларисса Ла Ру
Кларисса Ла Ру — дочь бога войны Ареса и бывшая староста домика Ареса в Лагере Полукровок. В фильме «Перси Джексон и Море чудовищ» её роль исполнила Ливен Рамбин.
Кларисса — вспыльчивая, отважная, сильная, квалифицированная воительница, обычно использующая электрическое копьё, подаренное ей Аресом, и хороший военный стратег. Она может быть упрямой и самоуверенной, как и её отец. Несмотря на их сходство, Кларисса боится своего отца и его гнева в её сторону, опасаясь разочаровать его. Это, наряду с сильным чувством чести и гордости, часто мотивирует её на совершение поступков. Также она боится Лабиринта, из-за того, что случилось с её парнем Крисом Родригесом, прежде чем она спасла его. Она агрессивна по отношению к большинству полубогов, включая Перси, хотя испытывает уважение к Перси, Аннабет и Селене Боргард. Изначально, она выступает задирой  по отношению к Перси. В «Море чудовищ» Кларисса получает задание по добыче золотого руна. Она — главная героиня рассказа «Перси Джексон и украденная колесница» (опубликованном в сборнике «Перси Джексон и Олимпийцы. Секретные материалы»). В «Последнем пророчестве» Кларисса изначально отказывается принять участие в битве за Манхэттен из-за ссоры с полубогами. Тем не менее, потеряв свою подругу Селену Боргард, она пересматривает своё решение и бросается в бой, впоследствии получив благословение Ареса. В «Крови Олимпа» Кларисса ведёт греков в бой, чтобы защитить Лагерь. В «Тайном оракуле» говорится, что Кларисса поступила в Аризонский университет, а её роль в качестве старосты домика занял её сводный брат Шерман Ян.

#### Калипсо
Калипсо — дочь титана Атласа, которая была заключена в тюрьму на острове Огигия за поддержку своего отца во время первой войны титанов. Впервые она появляется в «Лабиринте смерти», где выхаживает оказавшегося на острове Перси. Калипсо влюбляется в Перси и остаётся с разбитым сердцем, когда тому приходится уйти. Перси просит богов освободить её в конце «Последнего пророчества», однако она остаётся на Огигие до сих пор, пока туда не попадает Лео Вальдес в «Доме Аида». Будучи подверженной проклятию, каждый раз, когда девушка влюблялась, попавший на остров мужчина покидал его. Впоследствии Лео и Калипсо влюбляются друг в друга. После побега Лео, он клянётся на реке Стикс, что вернётся за Калипсо. В конце «Крови Олимпа» Лео возвращается на Огигию и освобождает Калипсо, несмотря на правило, что никто не может попасть на остров дважды.
В «Тайном оракуле» Калипсо и Лео возвращаются в Лагерь Полукровок, где обнаруживают, что она стала смертной после того, как покинула Огигию. Она сопровождает Лео и Аполлона в его поиске оракулов и стремлении помешать трём императорам завоевать Северную Америку. Несмотря на это, влюблённые пытаются зажить нормальной жизнью и позже объявляют Аполлону, что собираются поселиться в Индианаполисе, обещая помочь ему по мере возможности. В конце «Тёмного пророчества» Калипсо остаётся у Вейстейшн, в то время как Лео предупреждает Лагерь Юпитера о надвигающемся вторжении, а Аполлон отправляется вместе с Мег на поиски Эритрейской Сивиллы.
Как колдунья, Калипсо может повелевать духами ветра, чтобы те выполнили её приказы. Она теряет большую часть своего контроля над ними, когда отказывается от своего бессмертия, однако, как выясняется в дальнейшем, Калипсо сохраняет некоторую степень магии, хотя и потребляет больше энергии, чем обычно. Кроме того, из-за долгого пребывания на Огигие, она освоила шитьё и взлом замков, чем она пользуется во время освобождения грифонов в зоопарке Индианаполиса.

### Появившиеся в циклеГерои Олимпа

#### Лео Вальдес
Лео Вальдес — сын Гефеста, бога огня и кузницы. Он любит шутить и идёт по жизни с оптимизмом. Тем не менее, он зачастую полагается на своё чувство юмора, чтобы отбросить трагичное прошлое, а также скрыть от друзей, насколько он сломлен внутри. Лео представлен как невысокий юноша с вьющимися каштановыми волосами, карими глазами, добрым лицом, худощавым телосложением и озорной улыбкой. Он является латиноамериканцем и разговаривает на испанском и машинном языках. Лео обладает редкой способностью манипулировать огнём, которая не проявлялась в детях Гефеста на протяжении 400 лет. Лео страдает тяжёлой стадией СДВГ, даже по меркам полубогов. Будучи прирождённым механиком, он ремонтирует бронзового дракона, покоящегося в пределах Лагеря Полукровок, и называет его Фестус (что в переводе с латыни означает «счастливый»). Вдохновлённый планом «Бункер 9», заброшенным бункером в лесу Лагеря, и эскизом, который он нарисовал ещё в детском саде, он также создаёт Арго II, корабль, на котором полукровки из «Пророчества Семи» отправляются в Грецию.
Когда Лео было 8 лет, Гея обманом заставила его сжечь механический магазин его матери Эсперансы в Хьюстоне, что привело к её смерти. Оставшиеся родственники Лео обвинили его в убийстве и бросили его на произвол судьбы. Он познакомился с Пайпер, своей лучшей подругой, в Школе дикой природы в Неваде. Позже, в «Пропавшем герое», Лео встретил потерявшего память Джейсона Грейса, очнувшегося в школьном автобусе, направляющемся в Большой Каньон. Тем не менее, у Лео и Пайпер сохранились туманные воспоминания о знакомстве с Джейсоном. Лео полагается на сарказм и остроумие, чтобы скрыть свои чувства, особенно в отношении вины в смерти его матери. Иногда он думает о себе как о седьмом колесе (что касается первых трёх книг цикла Герои Олимпа, он — единственный человек на борту Арго II без второй половинки), хотя он оказывается не менее важным и опытным, чем другие. В «Метке Афины» Хейзел узнаёт, что её бывший парень, Сэмми Вальдес, был прадедом Лео. До встречи с Калипсо в «Доме Аида», Лео заигрывает практически со всеми девушками, которых встречает, чтобы скрыть свою неуверенность в том, что он никогда не найдёт любовь. В «Крови Олимпа», Лео жертвует собой, чтобы уничтожить Гею, но вскоре оживает, используя сыворотку жизни, и возвращается к Калипсо на Огигию. Таким образом, он становится первым человеком, посетившим этот остров дважды. Затем они с Калипсо возвращаются в Лагерь Полукровок, предварительно отправив волшебный свиток, чтобы сообщить своим друзьям, что он жив. Когда он прибывает в Лагерь, (в конце «Тайного оракула»), другие полукровки выстраиваются в очередь, чтобы дать ему пощёчину за то, что тот заставил их волноваться. Поскольку Лео является частью пророчества о роще Додоны, он и Калипсо отправляются сопровождать Аполлона в его поиске в «Тёмном пророчестве», однако, в конце книги он и Калипсо решают попытаться зажить обычной жизнью и остаются в Вейстейшне. Когда пророчество Трофония требует, чтобы кто-то предупредил Лагерь Юпитера о надвигающемся вторжении, Лео вызывается добровольцем.

#### Пайпер МакЛин
Пайпер МакЛин — дочь богини любви Афродиты и известного актёра Тристана МакЛина. На момент «Пропавшего героя» ей 15 лет. В отличие от большинства детей Афродиты, Пайпер не особенно заботится о красоте и моде. По отцовской линии Пайпер имеет корни чероки. У неё загорелая кожа, постоянно изменяющие цвет глаза и изменчивые волосы карамельного / шоколадного оттенка, которые она подстригает сама. Она обладает средним ростом и стройной фигурой. Способность Пайпер заключается в её даре очарования (по сути, магическое убеждение). Также она свободно говорит по-французски. Иногда она в состоянии получать видения через свой волшебный кинжал «Катоптрис» (в переводе с древнегреческого означает «зеркало»), который когда-то принадлежал Елене Троянской. Кинжал потерял эту силу после битвы с гигантами в Афинах.
Пайпер глубоко привязана к своему отцу, однако их отношения бывают напряжёнными, из-за небольшого количества времени, которое тот уделяет ей в связи с постоянной занятостью. После того, как тот был похищен гигантом Энкеладом в «Пропевшем герое» и впоследствии спасён Пайпер, Джейсоном и Лео, отношения мистера МакЛина с дочерью улучшились. Ко всему прочему, Пайпер сильно привязан к Джейсону. Хотя позже она узнаёт, что это была уловка Тумана, который внушил девушке, что Джейсон был её парнем. Она прилагает усилия, чтобы воссоздать эти отношения в реальной жизни, по прибытии в Лагерь в Полукровок. Также она сдружилась в другими полукровками из «Пророчества Семи», особенно с Аннабет и Лео.
Основным оружием Пайпер является её кинжал Катоптрис, хотя впоследствии она приобретает магический рог изобилия и использует его в качестве оружия. Будучи пойманной пиратами в «Доме Аида», Пайпер просит Хейзел научить её сражаться на мечах с помощью меча из небесной бронзы, взятого у одного из бореад.
В «Тайном оракуле» Нико упоминает, что Пайпер в настоящее время посещает школу в Лос-Анджелесе вместе с Джейсоном. В «Горящем лабиринте» выясняется, что она рассталась с Джейсоном несколькими месяцами ранее, потому что их отношения были вынужденными, и Пайпер это не понравилось. Аполлон, как Лестер Пападопулос, был сбит с толку, потому что облачная нимфа Мелли сердилась на Джейсона. Это привело его к мысли, что Джейсон расстался с Пайпер, хот на самом деле инициатором выступила Пайпер. Позже стало известно, что она хотела понять, чего стоит на самом деле, без учёта её родства с Афродитой. Уловка Тумана, который Гера наслала в начале их отношений, также способствовала разрыву, поскольку это означало, что их отношения были технически «ненастоящими». Тем не менее, она убита горем после смерти Джейсона, пожертвовавшего собой, чтобы спасти Аполлона и Мэг МакКэффри от императора Калигулы.

#### Джейсон Грейс
Джейсон Грейс — сын Юпитера и смертной женщины Берил Грейс, телезвезды 1980-х годов, а также младший брат Талии Грейс. У Джейсона сохранилось мало воспоминаний о его матери, которая была вынуждена бросить его, когда ему было 2 года, однако он достаточно помнит о Талии, поэтому не удивляется встрече с ней в «Пропавшем герое». По словам Талии, их мать сказала ей, что Джейсон умер, после чего девушка покинула родной дом и отправилась в странствие. В «Крови Олимпа» раскрывается, что мать Джейсона и Талии впала в безумие. Он вырос в Лагере Юпитера, римском эквиваленте Лагеря Полукровок, где обучаются полубоги, рождённые от римских воплощений греческих богов. В «Пропавшем герое» он начинает отношения с Пайпер МакЛин.
Джейсон описывается как красивый молодой человек со светлыми волосами, голубыми глазами и шрамом над верхней губой (который он получил в детстве, когда пытался съесть степлер). Он выше среднего роста, имеет спортивное телосложение и мускулистые руки. К 15 годам он получил звание претора и возглавил легион со своей давней подругой Рейной. Также Джейсон повёл в бой римский легион во время второй войны с титанами. Он возглавил штурм горы Отрис, оплот титанов около Сан-Франциско, и победил титана Криос в бою. По сравнению с другими персонажами серии, Джейсон больше остальных страдает от различий между римскими и греческими законами. Пайпер МакЛин описывает Джейсона как полагающегося на правила и обязанности, тогда как Терминус характеризует его как «нарушителя правил». Когда Арго II застревает в Северной Африке, ему приходится сделать выбор между Римом и Грецией. Он решает быть греком, несмотря на своё происхождение, из-за чего теряет возможность командовать легионом римских призраков. Во время событий «Дома Аида» выясняется, что Джейсон намеревается вернуться в Лагерь Юпитера, чтобы изменить некоторые вещи, которые он приметил в Лагере Полукровок, такие как предоставление фавнам (римскому аналогу сатиров) больше прав и обязанностей. Позже, во время «Крови Олимпа», Джейсон начинает рассматривать греческие и римские традиции как часть своего наследия. Он становится понтификом, планирует время от времени посещать оба лагеря, чтобы возводить святыни младшим божествам.
Хотя Джейсон и Перси понимают, что лучше всего им работать вместе, поначалу между ними возникают противоречия. По мнению Перси, для двух могущественных полубогов естественно задаваться вопросом, кто из них сильнее. Джейсон, как и Перси, орудует мечом, однако их стили боя различаются. Джейсон использует меч из имперского золота, выкованный в стиле римского гладиуса, который он может преобразовать в пилум (копьё) по желанию. Также Джейсон способен повелевать ветрами и в состоянии летать. Он может чувствовать и контролировать некоторых духов и, подобно Талии, призывать молнии, которые он проводит через своё оружие, и излучать электрические импульсы. Однажды он и Перси вместе вызывают ураган в гавани Чарльстона. Джейсон погибает во время событий «Горящего лабиринта» от руки императора Калигулы, отдав жизнь ради спасения Аполлона и Мэг МакКэффри.

#### Хейзел Левеск
Хейзел Левеск — 13-летний полубог, дочь Плутона и Мари Левеск. Впервые она появляется в «Сыне Нептуна», где является одной из обитателей Лагеря Юпитера. Позднее выясняется, что она вернулась из мёртвых благодаря своему сводному брату Нико. Она выросла в 1940-х годах в Новом Орлеане, где её мать работала предсказательницей. Когда она родилась, Плутон обещал исполнить любое желание её матери, которая попросила все богатства земли. Так, Хейзел могла доставать драгоценности из земли, но все они были прокляты. Хейзел умерла после того, как Гея попыталась использовать её власть над землёй, чтобы воскресить Алкионея. Когда мать Хейзел передумала помогать Гее, Хейзел закопала себя и свою мать под землёй, задержав перерождение Алкионея и убив их обеих. В Подземном мире, Хейзел должна была попасть в Элизиум, а Мари — на Поля наказаний. Хейзел не могла этого допустить и отдала своё место в Элизиуме, после чего она и Мари попали на Поля асфоделей, где никогда больше не встречались. В какой-то момент до начала «Пропавшего героя», Нико нашёл Хейзел в Подземном мире, пытаясь посетить Бьянку ди Анджело. Он помог ей вернуться в мир живых и направил в лагерь Юпитера. С этого момента Хейзел и Нико стали полагаться друг на друга, как единокровные брат и сестра.
Хейзел представлена как афроамериканка с кожей оттенка какао, вьющимися каштановыми волосами и золотыми глазами. Её татуировка в Легионе описана как крест с изогнутыми руками и головой. Она описана как очень красивая девушка, образец для подражания для других женщин. По мере развития сюжета она учится контролировать свои способности по управлению металлом и драгоценными камнями. Кроме того, она является отличной наездницей и фехтовальщицей. Она приручает коня Ариона, который питается драгоценными металлами. Хейзел необычайно хорошо осведомлена о подземном мире из-за своего пребывания там. Во время событий «Дома Аида», богиня Геката настаивает, чтобы Хейзел научилась управлять Туманом. После победы над Геей, Хейзел становится центурионом Пятой когорты, сменив своего парня Фрэнка Чжана. В «Гробнице тирана» Хейзел выполняет роль претора 12 Легиона, наряду с Фрэнком.

#### Фрэнк Чжан
Фрэнк Чжан — 16-летний полубог, сын Марса и смертной женщины Эмили Чжан, китайско-канадского происхождения, мать которого погибла во время войны в Афганистане. После её смерти, о нём заботилась бабушка. Семья Фрэнка происходит от Периклимена, внука Посейдона, обладавшего способностью менять форму. Потомки Периклимена были проданы в рабство в Китае и мигрировали в Канаду много лет спустя. Во время битвы с Алкионеем, Фрэнк использовал свою исконную силу и превратился в слона. Тем не менее, из-за сочетания силы Периклоимена и крови Марса, его жизни угрожала опасности. Судьбы связали его жизненную силу с куском древесины, когда он был ребёнком, поэтому, если дерево сгорит, он умрёт (как в древнегреческой легенде о Мелеагре). В детстве богиня Юнона предстала перед его матерью и бабушкой, чтобы предупредить их об этом, так как он должен был сыграть важную роль в победе над гигантами. За всю свою жизнь Фрэнк дважды поджигал древесину: в первый раз, когда он искал дорогу в Лагерь Юпитер, в сильный мороз. Во второй раз он, Перси и Хейзел отправились на Аляску, чтобы освободить Танатос. В конце концов, Фрэнк доверил древесину Хейзел, и в «Доме Аида» Калипсо создала огнеупорный мешочек для её хранения.
У Фрэнка кроткий характер, поэтому ему не комфортно раскрывать личность своего отца перед обитателями Лагеря Юпитера. Ранее он считал себя сыном Аполлона, из-за мастерства в управлении луком и стрелами. Во время квеста в «Сыне Нептуна» он использует зачарованное копьё, данное ему Марсом. К удивлению Фрэнка, копьё призывает воина-скелета, который побеждает василисков.
Поскольку Фрэнк проживает в Лагере Юпитера не более года, изначально к нему относятся как к новичку из пятой когорты. Тем не менее, незадолго до поиска Танатоса, центурион его когорты Гвен решает уйти в отставку и передаёт свою должность Фрэнку. Позже, в «Доме Аида», Джейсон отдаёт свою позицию Фрэнку, который использует эту власть и Скипетр Диоклетиана, чтобы возглавить армию римских солдат-скелетов против монстров в Некромантеоне.
Фрэнк был описан как «приятный» и «нескладный» с пухлым, детским лицом в «Метке Афины», но в «Доме Аида», после вызова благословения Марса, он преображается. Таким образом, он становится выше и приобретает атлетическое телосложение. Несмотря на физические изменения, он сохраняет прежнюю личность, поначалу смущаясь обретённой силе.
Первоначально, между ним и Лео существовала напряжённость, поскольку тот напоминал Хейзел о её первом парне Сэмми Вальдесе. Тем не менее, после того, как Лео познакомился с Калипсо, он перестал уделять много внимания Хейзел, в результате чего оба решили остаться друзьями, к большому облегчению Фрэнка. После этого он и Хейзел становятся парой.

#### Рейна Авила Рамирес-Ареллано
Рейна Авила Рамирес-Ареллано — 16-летний полубог-пуэрториканка. Она — дочь Беллоны, римской богини войны, и младшая сестра Хиллы, царицы амазонок. Она и её сестра прислуживали Цирцее во время событий «Моря чудовищ». Она описана как строгий и прирождённый лидер. У неё блестящие чёрные волосы и карие глаза, настолько тёмные, что кажутся чёрными. Рейна, как правило, более ответственна, чем другие полубоги, так как она является претором в Лагере Юпитера. В «Гробнице тирана» она покинула Лагерь и присоединилась к охотницам Артемиды. Будучи дочерью Беллоны, она обладает способностью передавать часть своей силы. Как и Лео Вальдес, она свободно говорит по-английски, по-латыни и по-испански. Рейну часто сопровождают две волшебные собаки, Аурум и Аргентум, или её пегас Сципион, который погибает в «Доме Аида». Бессмертный крылатый конь Пегас присуждает ей звание «друг лошадей» за её доброту по отношению к Сципиону и другим его потомкам.
В «Крови Олимпа» она, Нико и тренер Хедж переносят Афину Парфенос в Лагерь Полукровок. Во время путешествия через тень в Нью-Йорке, трио останавливается в Сан-Хуане и посещает бывший дом Рейны, наполненный призраками её родственников. Там Рейна рассказывает, что Беллона всегда предпочитала семью Рамирес-Ареллано (в которую вошли Роберто Кофреси и капитан Марион Фредерик Рамирес де Ареллано). Отец Рейны (ветеран войны в Ираке) глубоко любил богиню, но его посттравматическое стрессовое расстройство превратило эту любовь в нездоровую паранойю. Когда Рейне было 10 лет, он стал манией, злым безумным призраком. Когда мания напала на Хиллу, юная Рейна взяла самое близкое оружие и убила то, что осталось от её отца.

#### Тренер Глисон Хедж
Глисон Хедж — сатир, впервые упомянутый в «Последнем пророчестве», как инициатор сигнала бедствия, посланного Гроуверу Ундервуду. Как и Гроувер, Хедж также является защитником полубогов. Его самым любимым «новобранцем» была Кларисса Ла Ру. Он маскируется под тренера в Школе дикой природы, чтобы сопровождать Пайпер МакЛин и Лео Вальдеса (а позднее и Джейсона Грейса) в Лагерь Полукровок. Также он помогает им во время путешествия на Арго II, а затем способствует перевозке Афины Парфенос в Лагерь. Несмотря на его воинственное и чрезмерно агрессивное отношение, Хедж добр и понимает чувства своих спутников. Ему нравятся экстремальные фильмы и фильмы о боевых искусствах. В «Пропавшем герое», Хедж влюбляется в облачную нимфу Мелли (помощницу Эола) и женится на ней. На момент «Дома Аида» Мелли была беременна мальчиком-сатиром. В конце «Крови Олимпа» ребёнок появился на свет и его назвали Чаком, а его крёстной стала Кларисса. В «Тайном оракуле» Хедж, Мелли, Чак, Пайпер и Джейсон проводят зиму в Лос-Анджелесе.

## Магнус Чейз и боги Асгарда

### Главные герои
Магнус Чейз
Главный герой книги, кузен Аннабет Чейз. В свой шестнадцатый день рождения узнаёт, что является сыном скандинавского бога лета и плодородия Фрея, в тот же день умирает из за огненного великана Сурта и попадает в Вальхаллу. Когда ему было 14 лет, его мать трагически погибла, и юному Магнусу пришлось выживать на улице. Владелец легендарного говорящего меча Сумарсбрандера, который лежал тысячу лет на дне реки, пока Магнус и его дядя не нашли его.Очень сильно боится волков и ненавидит синий цвет, потому что его мать была убита огромными синеглазыми волками.Умеет лечить людей с помощью ауры Фрея, а также обезоруживать окружающих своим криком.Внешностью очень напоминает Курта Кобейна из за длинных светлых волос.В конце третьей книги начинает встречаться с Алексом Фьерро.
Самира Аль Аббас
Дочь бога обмана и зла Локи.  Самира (сокращённое имя "Сэм") является валькирией, и ведёт двойную жизнь между мирами обычных людей и богов. Имеет способность менять свой облик при желании, эта способность досталась ей от отца. Сэм является мусульманкой, и носит зелёный хиджаб, который может превращаться в маскировку.Именно она принесла душу Магнуса Чейза в Вальхаллу, за что первоначально была уволена.Помолвлена с Амиром, сыном хозяина кафе, который часто подкармливал Магнуса во время его бездомной жизни.Во второй книге рассказывает Амиру про то что является валькирией.Обожает летать, и хочет стать пилотом.
Хартстоун
Эльф, присматривал за Магнусом выдавая себя за бездомного по приказу своего начальника. Хартстоун глухой, и поэтому может общаться только с помощью языка жестов. Находиться в крайне непростых отношениях со своим отцом.Лучший друг Блитцена.Пахнет хвойными ветками и шишками, даже когдa являлся бездомным.Постоянно носит красно белый шарф, который его друг подарил ему.Имеет очень светлые волосы, отражающие свет глаза и очень бледную кожу.Его вены и слёзы имеют зелёный цвет.Единственный смертный маг рун за последние тысячи лет.
Блитцен
 Гном, сын скандинавской богини красоты и плодородия Фрейи. Присматривал за Магнусом Чейзом, когда последний жил на улице. Не переносит солнечного света, и поэтому вынужден прикрывать свою кожу когда находится в солнечных местах.Неплохой кузнец как и все гномы, хотя больше интересуется модой, что не одобряется другими гномами.Из за того что он сын Фрейи он выглядит как привлекательный молодой человек, хоть и  небольшого роста.Стесняется своего происхождения.
Алекс Фьерро
Дочь/сын бога Локи, также как и мать умеет изменять свой облик.Была рождена от мексиканского бизнесмена и Локи в женском обличии.Был выгнан из дома своего отца, за то что является гендерфлюидом (чем Алекс скорее всего пошла в мать). Периодически у неё меняется ощущение пола, чаще всего является девушкой, но порой бывают очень "мужские" дни.Биологический пол мужской. Некоторое время жила на улице, где однажды случайно увидела Магнуса, пока не была убита, и не попала в Вальхаллу.В основном носит зелёную и розовую одежду.Имеет гетерохромию - один глаз темно-коричневый, другой янтарный.Волосы чёрные, но покрашены в мятный цвет.Внешностью похож на Локи, та же хитрая ухмылка и красивые черты лица.Вначале пыталась сбежать из Вальхаллы, так как думала что после смерти навсегда останется одного пола.Находиться в хороших отношениях со своей сестрой Самирой Аль Аббас, и встречается с Магнусом Чейзом.
Рэндольф
Брат Фредерика и Натали Чейз, дядя Магнуса.Имеет способность видеть сквозь туман.Имел большие разногласия со своей сестрой и братом, из за чего они прекратили общение на много лет.Потерял  жену и детей из за своего увлечения мифологией.Помогает Локи, потому что хочет вернуть свою семью.Привёл Магнуса к реке, потому что думал что меч защитит мальчика от его участи.

### Скандинавские боги
Фрей
Бог лета и плодородия.Отец Магнуса Чейза. Бывший обладатель легендарного говорящего меча Сумарсбрандера, который вынужден был отдать из за любви к великанше.Очень похож на своего сына.Правит миром эльфов - Альфхаймом.Брат-близнец богини Фрейи.
Тор
Бог грома. Обладатель Мьёльнира. Имеет двух козлов. Каждый вечер он убивает их и съедает, а за ночь они воскресают. Имеет немного грубый, но добродушный характер.Отец Гуниллы.Потерял свой молот во второй части.Обожает Игру Престолов.Муж богини Сиф.
Локи
Бог обмана, огня и зла. Отец Самиры Аль Аббас и мать Алекс Фиерро.Искусный колдун, способен менять свою внешность.Хочет освободиться из плена и начать Рагнарёк.Часто появлялся во снах Магнуса. Главный антагонист.
Фрейа
Богиня красоты и любви. Мать Блитцена. Имеет гигантских кошек, которых запрягает в свою колесницу.Когда она плачет, у неё вместо слёз выпадают куски красного золота.Сестра-близнец Фрея.
Один
Верховный бог.Бог войны.Хозяин отеля Вальхаллы.Скрывался в первой части выдавая себя за тролля.Покровительствует Самире Аль Аббас.Обучал Хартстоуна магии рун.
Сиф
Жена Тора.Помогала Магнусу и его друзьям обмануть Локи.Поначалу имела напряжённые отношения с Алекс Фиерро, но потом они подружились.Имеет длинные золотые волосы, из которых она может создавать различные предметы.
Хель
Богиня смерти.Дочь Локи.Выглядит наполовину как человек, наполовину как труп.Имеет своё царство мёртвых.
Фригг
Верховная богиня.Мать Мэллори Кин.Умеет видеть будущее других людей.Очень долго не навещала Мэллори, из за чего последняя очень злилась.Подарила своей дочери ножи - близнецы, чтобы после смерти она попала в Вальхаллу.

### Обитатели отеля «Вальхалла»
Мэллори Кин
Молодая ирландская девушка. Попала в Вальхаллу после того как попыталась обезвредить бомбу, что закончилось её смертью. Очень вспыльчивая, но добрая. Часто ругается с Халфборном Гундерсоном, хотя на самом деле любит его. Дочь богини Фригг.
Халфборн Гундерсон
Викинг. Родом из Швеции. Попал в Вальхаллу после того как пал в бою при вторжении викингов в Восточную Англию. Встречается с Мэллори Кин.
Томас Джефферсон Младший
Сын бога Тюра и бежавшей чернокожей рабыни. Погиб во время Американской Гражданской войны.Очень смелый, и всегда соблюдает правила (отчасти из за сил своего отца).Раньше был в очень плохих отношениях с Халфборном Гундерсоном, пока их не помирила Мэллори Кин.
Гунилла
Дочь Тора. Валькирия.Уже 500 лет проживает в отеле Вальхалла.Негативно относится к Самире Аль Аббас из за того, что последняя дочь Локи.
Отредактировала видеозапись со смертью Магнуса Чейза, чтобы подставить его.Недоверяет детям Локи, так как однажды была жестоко обманута одним из них.
Хундинг
Викинг.Работающий отеля Вальхалла.Попал в отель по ошибке, и теперь вынужден работать у своего давнего врага.
Хельги
Викинг.Менеджер отеля Вальхалла.Начальник Хундинга.